# Navès (Tarn)
Navès (okzitanisch: Navés) ist eine französische Gemeinde mit 690 Einwohnern (Stand: 1. Januar 2022) im Département Tarn in der Region Okzitanien. Die Gemeinde gehört zum Arrondissement Castres und zum Kanton Castres-3 (bis 2015: Kanton Castres-Ouest).

## Geographie
Navès liegt etwa vier Kilometer südsüdwestlich vom Stadtzentrum von Castres. Den größten Teil der nordöstlichen Grenze von Navès bildet die Thore. Sie fließt dann in den Agout, der einen Anteil der nördlichen Grenze bildet. Umgeben wird Navès von den Nachbargemeinden Castres im Norden und Osten, Labruguière im Süden und Osten, Saint-Affrique-les-Montagnes im Süden und Südwesten, Viviers-lès-Montagnes im Westen und Südwesten sowie Saïx im Westen und Nordwesten.

## Bevölkerungsentwicklung
| Jahr                      | 1962 | 1968 | 1975 | 1982 | 1990 | 1999 | 2008 | 2013 |
| Einwohner                 | 366  | 350  | 383  | 444  | 620  | 703  | 750  | 681  |
| Quelle: Cassini und INSEE |      |      |      |      |      |      |      |      |

## Persönlichkeiten
- Georges Prêtre (1924–2017), Dirigent, hier gestorben

## Sehenswürdigkeiten

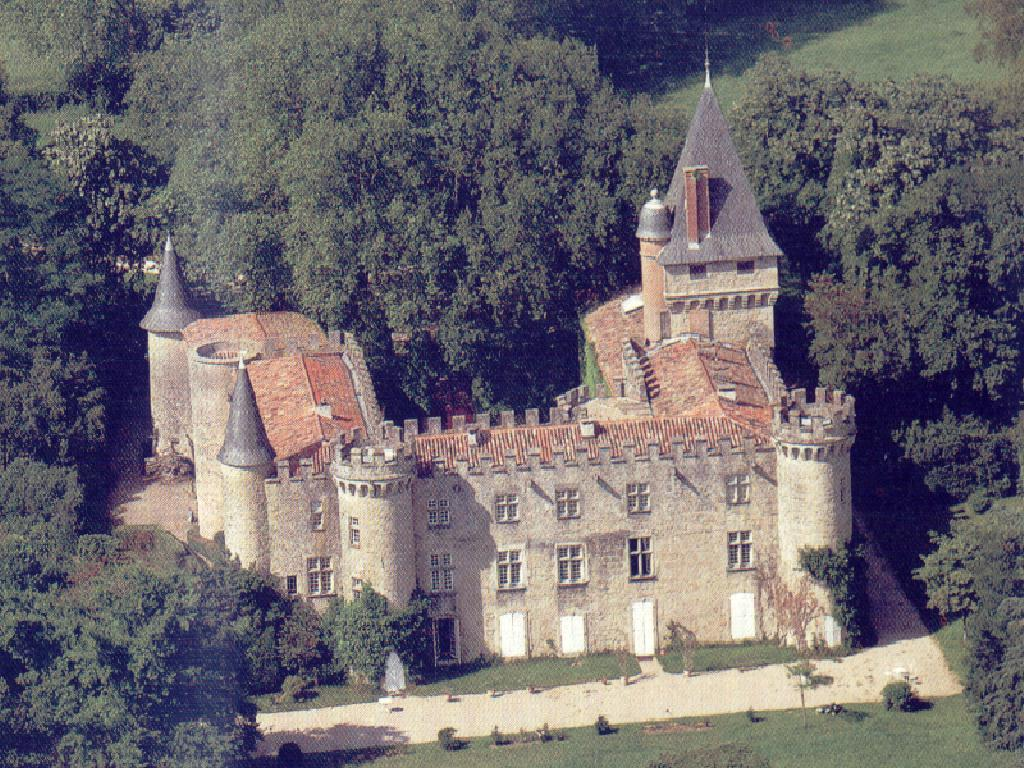
Schloss Montespieu
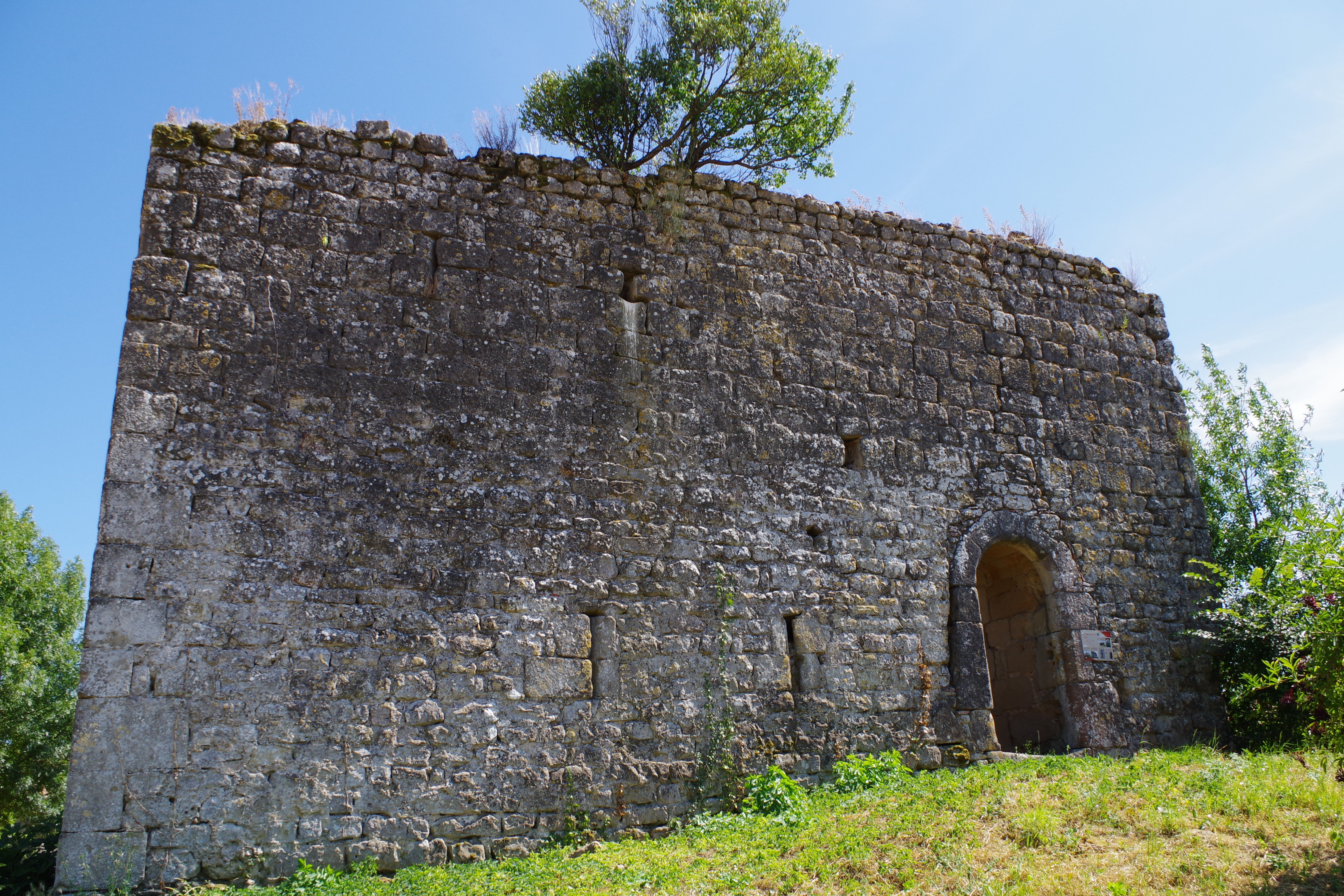
Burgruine Navès

- Schloss Montespieu
- Burgruine Navès